# 佐藤綾乃
佐藤綾乃（日语：／ Satō Ayano */?，1996年12月10日—），北海道厚岸郡厚岸町出身，日本女子速度滑冰運動員，主攻集體出發項目。曾獲得2018年冬季奧林匹克運動會競速滑冰比賽女子團體追逐項目金牌。

## 外部連結
- ISU官方網站介紹
- JOC介紹（页面存档备份，存于）
- 日本滑冰聯盟介紹
- Ayano Sato（页面存档备份，存于） - SpeedSkatingStats.com
- 佐藤綾乃的X（前Twitter）